# Wolfgang Menger

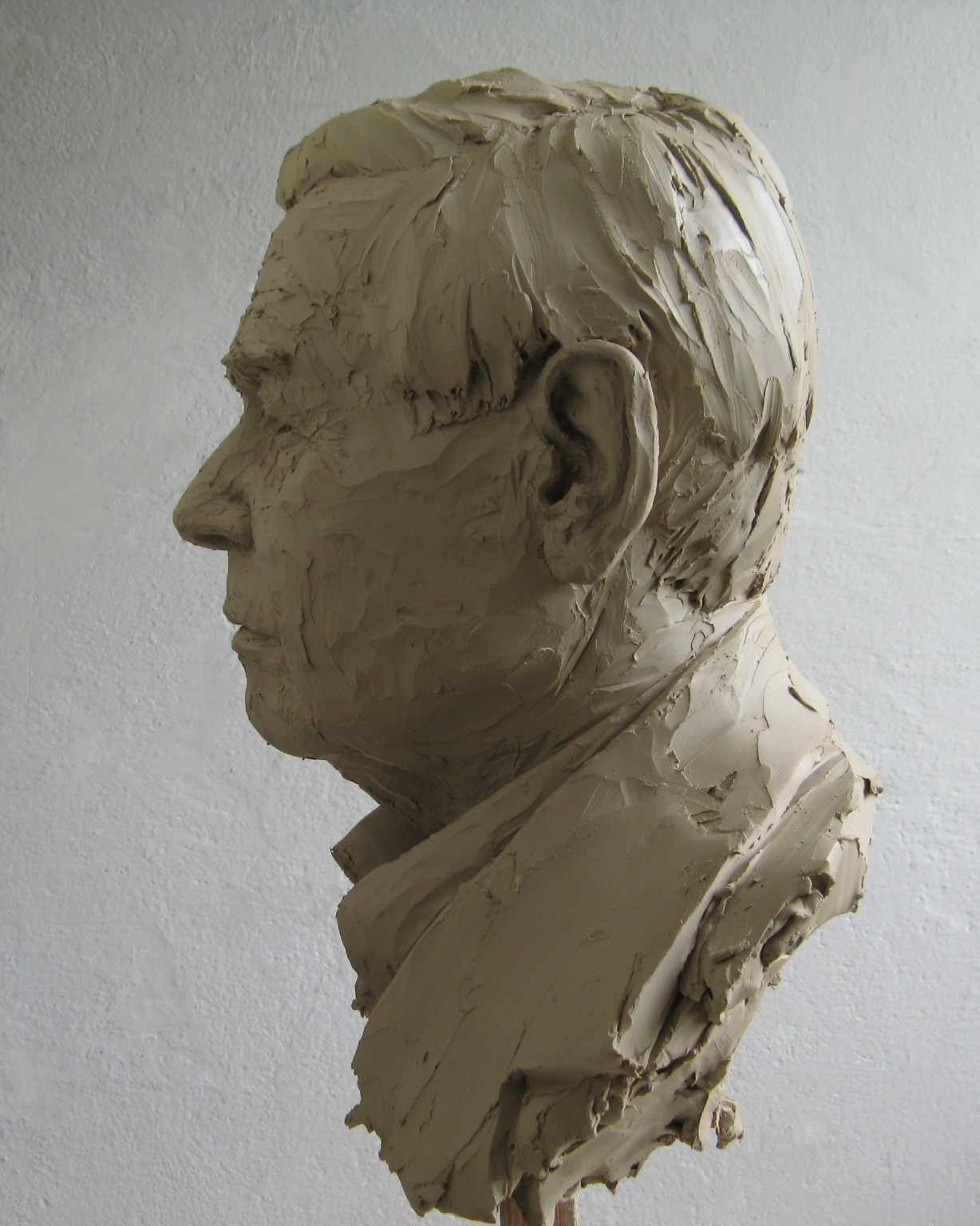
Wolfgang Menger nach einer Tonstudie von Johann Brunner im Sommer 2006

Wolfgang Menger (* 19. Juli 1919 in Steglitz, damals Vorort von Berlin; † 11. September 2006 auf Norderney) war ein deutscher Kinderarzt, der sich vor allem mit Physikalischer Therapie, Klimatherapie und Asthma im Kindesalter befasste. Er war Ärztlicher Leiter des Kinderkrankenhauses Seehospiz sowie des Asthma- und Allergiezentrums „Insel-Internat Kinderheil“ auf der Ostfriesischen Insel Norderney in der Nordsee. Er lebte und wirkte überwiegend dort.

## Leben
Wolfgang Menger wurde, wie sein jüngerer Bruder Reinhard Menger als Sohn von Erika Menger, geborene Ruppert, und des Internisten Ludwig Menger geboren und besuchte das Gymnasium in Berlin-Steglitz und das Domgymnasium in Halberstadt. Nach dem Studium der Medizin in Berlin, Danzig, Wien und dem Staatsexamen in Berlin 1944 erfolgte seine Promotion zum Dr. med. in Danzig 1944.
Seine Approbation erhielt er 1946 in Bremen. Bis zu seiner Anerkennung als Facharzt für Kinderheilkunde im Jahr 1951 arbeitete er von 1945 bis 1950 als Assistenzarzt in der Kinderklinik Bremen. Danach arbeitete er von 1951 bis 1957 als wissenschaftlicher Assistent an der Universitäts-Kinderklinik in Mainz. Im selben Jahr trat er am 1. Mai als Chefarzt des Kinderkrankenhauses Seehospiz auf Norderney an. Nach der in Mainz erfolgten Habilitation (mit der Schrift Häufigkeit und Art meteorotroper Erscheinungen im Kindesalter) im Jahr 1957 lehrte er als Privatdozent und ab 1964 als außerplanmäßiger Professor an der Johann Gutenberg-Universität in Mainz.
Seine 1944 abgeschlossene Dissertation behandelt die Bedeutung des Wetters auf den menschlichen Organismus. Seitdem erforschte Menger beim Balneologischen Institut der Universität München und beim Deutschen Bäderverband, dessen Präsidium er als Mitglied angehörte und dessen Ausschuss für Meeresheilkunde er vorsaß, systematisch die Einflüsse von Wetter und Klima auf Gesunde und Kranke. Von 1957 bis zum 1. Oktober 1983 war er Chefarzt und Ärztlicher Direktor des 1882 durch Friedrich Wilhelm Beneke gegründeten Kinderkrankenhauses Seehospiz „Kaiserin Friedrich“ im Nordseeheilbad Norderney und Arzt der Rehabilitationseinrichtung für asthmakranke und allergische Jungen und Mädchen im Insel-Internat „Kinderheil“. In dieser Zeit war er der Vorsitzende der auf Norderney gegründeten Forschungsgemeinschaft für Meeresheilkunde. Er zudem Vorsitzender vom Landesfachausschuss für die Anerkennung von Artbezeichnungen für Kurorte und Vorsitzender der Vereinigung für Bäder- und Klimakunde im Deutschen Bäderverband.
Seine Arbeitsgebiete waren die Klimatherapie, Physikalische Therapie, Asthma und Neurodermitis.
Menger war Mitglied des Deutschen Bäderverbandes, Vorstand und Ehrenmitglied der Deutschen Gesellschaft für Physikalische Medizin und Rehabilitation und später Ehrenvorsitzender der Forschungsgemeinschaft für Meeresheilkunde. Er war zudem Mitglied der International Society of Bioclimatology und der Gesellschaft für Paediatrische Pneumologie. Er war evangelisch und nahm an der Diakonischen Konferenz der EKD teil.
Wolfgang Menger erhielt ein Bundesverdienstkreuz, war seit 1948 verheiratet mit Hildegard Menger, geborene Schall, und hatte vier Kinder (Irmgard, Waltrauf, Dietmar und Hartmut Menger).
Am 19. September 2006 wurde er auf dem Norderneyer Inselfriedhof beigesetzt. Kurz vorher, im Sommer 2006, konnte der Bildhauer Johann Brunner aus dem oberbayrischen Surberg ein Tonporträt von Menger anfertigen. Die Bronzebüste wurde im Jahr 2007 zu Ehren Mengers im Foyer des Thalassozentrums bade:haus Norderney aufgestellt. Stifter war der Radiologe Bernd Steinhardt aus Montabaur, der bei Menger studiert hat und ihn zu den Porträtsitzungen überreden konnte. Die Inschrift auf der Stele lautet Prof. Dr. Wolfgang Menger – 1919–2006.

## Auszeichnungen/Ehrungen
- Kronenkreuz in Gold des Diakonischen Werkes (1979)
- Träger des Verdienstkreuzes am Bande (1983)
- Ehrenmedaille der Stadt Norderney (2006)

## Veröffentlichungen (Auswahl)
- Häufigkeit und Art meteorotroper Erscheinungen im Kindesalter. Basel / New York 1958.
- Indikation für die Meeresheilkunde. 5. Auflage. 1984.
- Arbeitsgemeinschaft Allergiekrankes Kind (Hrsg.): Unser Kind ist allergisch. Ein umfassender Ratgeber für Eltern mit allergischen Kindern. Ravensburger Buchverlag, Otto Maier GmbH, 1989, ISBN 3-473-42715-2.
- Klimatherapie an Nord- und Ostsee. Gustav Fischer, Jena 1997, ISBN 3-437-31120-4.